# Tabertshausen
Tabertshausen ist ein Gemeindeteil der Gemeinde Aholming im niederbayerischen Landkreis Deggendorf.

## Lage
Das Kirchdorf Tabertshausen liegt im Gäuboden am Rande des Isartals etwa zwei Kilometer westlich von Aholming.

## Geschichte
Vom Ort auf dem früheren Hochufer der Isar sind Funde aus der Jungsteinzeit, der Hallstattzeit, der La-Tène-Zeit und der römischen Kaiserzeit bekannt. Tabertshausen war im Hochmittelalter der Stammsitz eines Ministerialengeschlechts des Passauer Hochstifts. Ein Luitgos de Tagebrechtshusen erschien 1076 beim Kloster St. Nikola in Passau als Zeuge und Ministeriale desselben. Beim gleichen Kloster traten auch Werinhart de Tagebrechtshusen um 1120 und Dietmar de Tagebrechtshusen von 1120 bis 1165 mehrmals als Zeugen auf. Bereits im 13. Jahrhundert wurde eine Kirche errichtet. 
Bis zum Übergang Tabertshausens an die Notthaffts fehlt dann jegliche Nachricht. Ursprünglich eine selbständige geschlossene Hofmark, kam diese später zur Herrschaft Aholming, deren Hochgerichtsbarkeit sich auch auf Tabertshausen erstreckte.
Im Conspect der Formation der Gemeinden des Unterdonaukreises im Königlich Baierischen Graeflich Preysingl. Patrimonialgericht Aholming und Moos vom 26. Juni 1818 war Tabertshausen als eigenständige Gemeinde vorgesehen. Sie sollte die Ortschaften Tabertshausen, Schwaigen, Rauchschwaig, Garnschwaig und Moosmühle umfassen. Vermutlich erschien diese Basis als zu schmal, denn in der Verordnung der Regierung des Unterdonaukreises zur endgültigen Gemeindeeinteilung vom 21. April 1821 wird Tabertshausen nur noch als Teil der Gemeinde Aholming erwähnt. Mit dieser gelangte Tabertshausen 1838 vom Landgericht Deggendorf zum wieder errichteten Landgericht Osterhofen, somit 1862 zum Bezirksamt Vilshofen. Bei der Auflösung des Landkreises Vilshofen 1972 kam Tabertshausen mit der Gemeinde Aholming zum Landkreis Deggendorf.
1902 konnte ein eigenes Schulhaus eröffnet werden, das 1967 im Rahmen der Schulreform in Bayern wieder geschlossen wurde. Der aus der Pestzeit stammende alte Friedhof wurde 1920 neu angelegt und 2001 um einen gemeindlichen Friedhof erweitert. 1987 hatte Tabertshausen 280 Einwohner.

## Sehenswürdigkeiten
- Filialkirche St. Kilian. Die Anlage aus dem 13. Jahrhundert besitzt einen Rokokoaltar um 1760. Eine Verkündigungsgruppe stammt aus dem 14. Jahrhundert. Bei der Renovierung der Kirche in den Jahren 1980 bis 1981 wurden Fresken aus dem 14. Jahrhundert entdeckt und freigelegt.

## Vereine
- SV Niederpöring Tabertshausen 1948 e.V.
- AH Tabertshausen
- Freiwillige Feuerwehr Tabertshausen. Sie wurde 1889 gegründet.
- Fußballschützen Tabertshausen
- Löwenfreunde Tabertshausen
- Schützenchor Tabertshausen. Der Schützenchor wurde 1976 gegründet.
- Schützenverein Edelweiß. Er wurde 1959 gegründet.
- Theatergruppe Tabertshausen. 1995 gründeten Mitglieder des Stammtisches "Scheinbarheilige" die Tabertshausener Theatergruppe.
- Vereinsgemeinschaft Tabertshausen/Neutiefenweg